# Ozodicera (Ozodicera) strohmi
Ozodicera (Ozodicera) strohmi is een tweevleugelige uit de familie langpootmuggen (Tipulidae). De soort komt voor in het Neotropisch gebied.